# 마르게리타 비카리오
마르게리타 비카리오(Margherita Vicario, 1988년 2월 13일 ~ )는 이탈리아의 가수, 작곡가, 배우, 감독이다.

## 음반 목록
- Minimal Musical (2014)
- Bingo (2021)

## 작품 목록
- 로마 위드 러브 (2012) - 클라우디아 역
- 배드 가이즈 (2022) - 미스 타란튤라 역 (이탈리아어 목소리)
- 글로리아! (2024) - 연출 (감독 데뷔작)